# Cornutorogas maetoi
Cornutorogas maetoi är en stekelart som beskrevs av Van Achterberg 2004. Cornutorogas maetoi ingår i släktet Cornutorogas och familjen bracksteklar. Inga underarter finns listade i Catalogue of Life.